# Federación Venezolana de Rugby
La Federación Venezolana de Rugby (FVR) es la asociación reguladora del rugby en Venezuela. Se fundó en 1992 y fue reconocida por el Ministerio del Poder Popular para el Deporte en 2005.
La federación es miembro de Sudamérica Rugby y desde 1998 de la World Rugby. En 2011, la FVR tenía afiliados a 54 equipos entre primera, segunda división, juveniles y la categoría femenina.
La selecciones nacionales se apodan Las Orquídeas por la flor nacional de ese país.